# 幌岡信號場

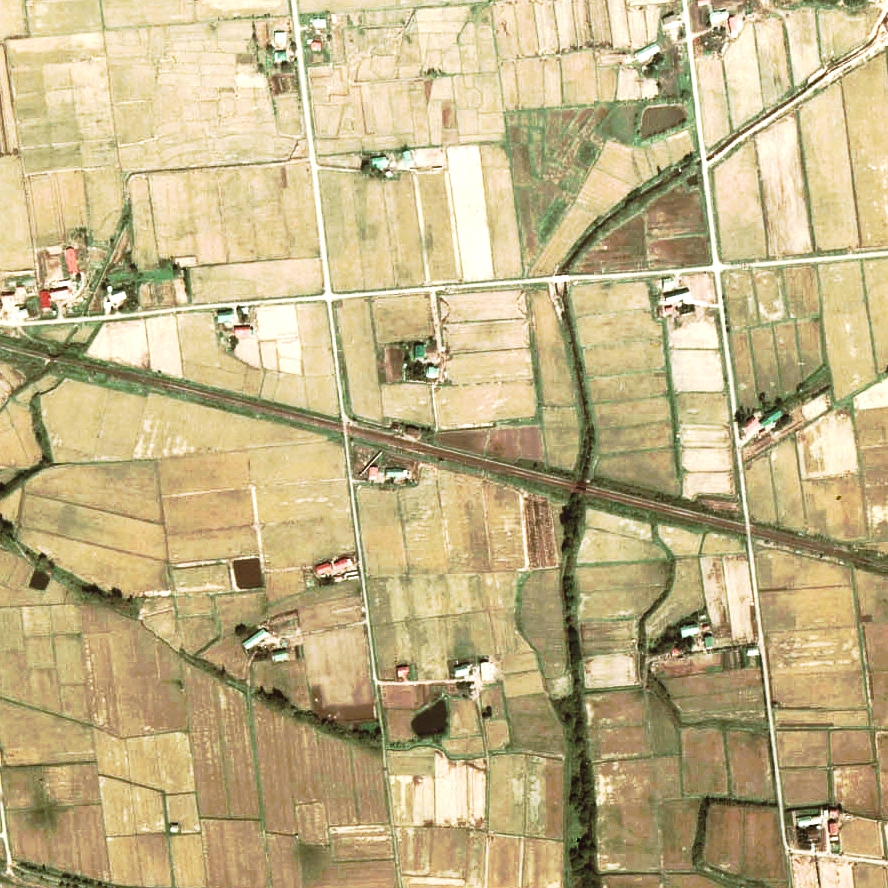
1977年的幌岡信號場和周邊約1公里範圍。右邊是新得方向。

幌岡信號場（日语：／ Horooka Shingō-jō */?）是位於北海道赤平市共和町，日本國有鐵道（國鐵）根室本線的號誌站（廢站）。事務管理碼為▲130412。

### 號誌站名稱的由來
號誌站名稱取自地名。阿伊努語研究學者山田秀三表示「沒有聽說過它的起源，但由於該處位於幌倉川沿岸，因而得名」。

## 構造
此號誌站是在單線區間中，以讓列車交會而設的號誌站。列車交會的路軌長度為750米以上，並且設有兩線。站內設有平交道和較短的簡單臨時月台（相對式月台，千鳥式月台）。與一之坂信號場相同配線，但是列車交會的路軌長度不一。
此站是設有職員當值的號誌站。

## 歷史
- 1962年10月1日：號誌站啟用[1][2]。
- 1982年10月26日：號誌站被廢除[1]。

## 周邊
信號場鄰近為空知川和農地，也跨越了幌倉川。

## 相鄰車站
日本國有鐵道（國鐵）
根室本線
東瀧川－幌岡信號場－赤平

## 注腳
1. 1 2 3 4  石野哲 (编).  初版. JTB. 1998-10-01: 873. ISBN 978-4-533-02980-6 （日语）.
2. 1 2 3  日本国有鉄道営業局総務課 (编). . 日本国有鉄道. 1966: 231  [2022-12-10]. doi:10.11501/1873236 （日语）.
3. ↑  山田秀三（日语：山田秀三）. . アイヌ語地名の研究　別巻 2. 浦安市: 草風館. 2018-11-30: 66. ISBN 978-4-88323-114-0 （日语）.
4. ↑  （小學館，1983年7月發行）110頁。
5. ↑  資料「札幌鉄道管理局管内停車場一覧表」（發行：札幌鐵道管理局（日语：北海道旅客鉄道鉄道事業本部），截至1982年4月1日）。

## 相關項目
- 日本號誌站列表（日语：日本の信号場一覧）